# Mermaid Melody – Pichi Pichi Pitch!
Mermaid Melody – Pichi Pichi Pitch! (jap. ぴちぴちピッチ, Pichi Pichi Pitchi) ist eine abgeschlossene Manga-Serie der Autorin Michiko Yokote und der Zeichnerin Pink Hanamori, die auch als Anime-Serie umgesetzt wurde. Sie ist der Shōjo-Gattung und dem Genre Magical Girl zuzuordnen.

## Handlung
Jede Meerjungfrauprinzessin wird mit einer Perle in der Farbe ihrer Flosse geboren. In dieser Perle befindet sich ihre reine Stimme, ohne die die Meerjungfrau nur schrecklich oder gar nicht singen kann. Vor vielen Jahren rettete die Meerjungfrau Luchia den kleinen Jungen Kaito, der durch ein Schiffsunglück ins Meer fiel. Das Schiff kenterte wegen eines Sturms, der durch Sara, die Orange Pearl Mermaid Princess, herbeigerufen wurde. Luchia brachte den Jungen an Land und rettete sein Leben mit ihrer Perle.
Als Luchia 13 Jahre alt wird, wird sie in die Menschenwelt geschickt, um ihre Perle zu finden, da sie ansonsten keine richtige Mermaid-Prinzessin werden könne. Dabei trifft sie auf Kaito, der Junge, den sie damals rettete. Er besitzt noch immer ihre Perle. Als Izuru Kaito zu Gaito, seinem bösen Zwillingsbruder, ins Meer zerren wollte, weil er Luchias Perle hat, wirft er Luchia die Perle zu und sie kann sich verwandeln. Mit dem Song Legend of Mermaid vertreibt sie Izuru und rettet Kaito somit schon zum zweiten Mal. Luchia verliebte sich schon damals in Kaito und Kaito in Luchias Meerjungfrauensein. Allerdings darf Luchia ihm nicht sagen, dass sie die Meerjungfrau (Mermaid) ist, die ihn damals rettete, weil sie sich sonst in Meerschaum auflösen würde. Deswegen fragt sich Luchia, ob Kaito sie wirklich liebt, oder nur als Meerjungfrau. Am Ende der ersten Staffel sind dann Luchia und Kaito ein Paar.
Irgendwann findet er jedoch heraus, dass Luchia eine Meerjungfrau ist, was ihn ängstigt, da sie sich in Meerschaum verwandeln könnte. Doch das geschieht nicht und Kaito verliebt sich in Luchia. Nach und nach trifft sie auch auf weitere Meerjungfrauprinzessinnen, zuerst auf Hanon und dann auf Lina und später auf Coco, Noelle, Noelles Zwillingsschwester Karen und Sara. Sara wechselte schon vor Anfang der Geschichte auf die Seite von Gaito. Nachdem sie gestorben ist, wird Seira ihre Nachfolgerin.

## Hauptfiguren
Luchia Nanami (七海 るちあ, Nanami Ruchia)
Luchia ist die Meerjungfrauenprinzessin des Nordpazifiks und die Prinzessin der pinken Perle; dementsprechend sind ihr Palast und die Schwanzflossen der in ihrem Reich lebenden Meerjungfrauen ebenfalls pink. Anders als die anderen Prinzessinnen sind ihr Haar und ihre Augen trotz ihrer pinken Perlenfarbe, nicht pink, sondern blond und ihre Augen blau. Damit unterscheidet sie sich von den anderen schon mal, doch auch ihr Aussehen als Mensch weist die meisten Unterschiede zu ihrem Meerjungfrauen-Ich auf. Sie wird als einfach und naiv, jedoch mit einem starken Willen dargestellt. Außerdem ist sie immer für ihre Freunde da und gibt ihr bestes, wo sie kann, auch wenn sie sehr tollpatschig und oft auf die Hilfe ihrer Freunde angewiesen ist, wenn es zum Beispiel um Sachen Schule, oder Liebe geht. Sie ist in Kaito verliebt, dem sie, als sie sieben Jahre alt war, das Leben gerettet hatte. Luchias Charaktersongs heißen Splash Dream, Koi wa Nandarō und Mother Symphony.
Hanon Hōshō (宝生 波音, Hōshō Hanon)
Sie ist die Meerjungfrauprinzessin des südlichen Atlantischen Ozeans und besitzt die wasserfarbenen Perle. Für ihre Perlenfarbe gibt es allerdings mehrere Bezeichnungen: Wasserfarbe bzw. Wasserblau, Hellblau, Himmelblau und Azurblau. Im Gegensatz zu Luchia besucht Hanon die Menschenwelt, weil ihr Reich von den Seedämonen zerstört worden ist. Ihr fiel der Abschied schwer, doch mit Tränen in den Augen schwamm sie an die Oberfläche. Ihre Persönlichkeit ist sehr feminin, sie weiß, was sie möchte und weist Luchia auch mal in die Schranken. In der Schule ist sie gut, ihr Lieblingsfach ist japanisch. Hanon ist sehr selbstbewusst und überlässt die Hausarbeit gerne Luchia, die auch ihre beste Freundin ist. Sie war einst in ihren Lehrer Tarō verliebt. Er wusste von ihren Gefühlen für ihn, war aber nicht in der Lage ihre Liebe zu erwidern und es blieb bei einer Freundschaft. Schließlich verliebt sie sich in den Jungen Nagisa, obwohl er zwei Jahre jünger ist als sie. Hanons Charaktersong heißt Ever Blue und Mizuiro No Senritsu.
Rina Tōin (洞院 リナ, Tōin Rina)
Auch Rina ist eine Meerjungfrauprinzessin und stammt aus dem nördlichen Atlantik. Sie ist die Beschützerin der grünen Perle und wird als ernst bezeichnet. Sie sinnt auf Rache, da ihre beste Freundin Noel entführt wurde. In späteren Abschnitten der Handlung wird sie erwachsener und übernimmt die Ältere-Schwester-Rolle der drei Meerjungfrauen. Sie ist in einen jungen Mann verliebt, der ihr einmal das Leben gerettet hatte. Rinas Charaktersongs heißen Star Jewel und Piece of Love.
Karen
Karen ist die Zwillingsschwester von Noelle. Sie ist in der ersten Stunde des 14. Februar geboren und die Meerjungfrauprinzessin der Antarktis. Sie ist die Beschützerin der lila, oder auch  purpurnen Perle. Als Noelle von Gaito gefangen wurde, setzte sie alles daran ihre Schwester zu befreien. Als Karen auf Luchia traf, dachte sie, Rina sei schuld am Verschwinden ihrer Schwester. Sie ist heimlich in den Forscher Subaru verliebt, der in der Antarktis lebt; dieser weiß allerdings nicht, dass sie eine Meerjungfrau ist. Karens Charaktersong heißt Aurora No Kaze Ni Notte.
Noelle
Noelle ist die Meerjungfrauprinzessin der Arktis und die Hüterin der indigofarbenen Perle. Sie ist in der letzten Stunde des 13. Februar geboren und Karens Zwillingsschwester. Noel wurde von Gaito gefangen genommen und erst durch Luchia und den anderen befreit. Noelle trägt ab und zu eine Brille. Sie ist ein sehr lustiger und entzückender "Mensch". Sie, Karen und Coco bilden das zweite "Team" der Meerjungfrauen. Noelles Charaktersong ist Tsubasa.
Coco
Der Südpazifik ist durch Coco vertreten, sie ist die Hüterin der gelben Perle. Coco war seit Kindheit an mit Sara befreundet. Als Sara ihr eigenes Reich vernichtete, gab Coco sich die Schuld dafür. Coco wurde so wie Noel von Gaito gefangen genommen. Obwohl sich Coco viele Vorwürfe macht, hindert es sie nicht daran mit Karen und Noelle viel Spaß zu haben.
Sara
Durch sie ist viel Chaos entstanden in der Meerwelt. Sie war ursprünglich die Meerjungfrauprinzessin des Indischen Ozeans und Hüterin der orangefarbenen Perle. Ihre große Liebe Taro war allerdings ein Mensch, dies ist im Meerjungfrauenreich verboten. Da Sara sich sonst in Schaum verwandeln müsste, war sie so erbost darüber, dass sie einen Sturm entfachte. Bei diesem Sturm lernten sich Kaito und Luchia kennen. Als die Orangefarbene immer tiefer in den Ozean schwamm, traf sie auf Gaito und schloss sich diesem an. Ihre Haare färbten sich schwarz und sie trug ihre Perle nicht mehr. Das Einzige was an ihre orange Farbe erinnerte, waren ihre orangen Augen. Später trafen Kaito, Luchia und andere bei Geito im Schloss ein und konnten Sara überzeugen, dass diese für das Gute leben solle.  Als Gaito seine ganze Kraft freisetzt, um nicht nur die Menschenwelt, sondern auch alle Meerjungfrauen auszulöschen, stürzt er seinen Palast ins Verderben, da dieser zerstört wird und in Trümmern unter geht. Die sieben Meerjungfrauen schwimmen mit Kaito und Hippo weg, doch Sara muss an Gaito denken, wie lieb dieser sich immer um sie gekümmert hat und wie viel Zuneigung er ihr geschenkt hat. Mit Tränen in den Augen, verabschiedet sie sich von den anderen Prinzessinnen, lässt ihre Perle bei Luchia und schwimmt zurück zu Gaitos Palast. Sie singt 'Legend of Mermaid' für ihn, daraufhin kommt er wieder zu Besinnung und die beiden liegen sich in den Armen. Gemeinsam sterben sie. Ihre Charaktersong heißt Return to the sea.
Seira
Seira ist die zweite orange Meerjungfrauenprinzessin des Indischen Ozeans, die eigentlich nach Saras Tod geborenen werden sollte. Mikeru, ein Engel und der neue Feind der Meerjungfrauen, weiß ihre Geburt jedoch zu verhindern, um ihre Energie für sich selbst zu nutzen, damit seine Kräfte wachsen und er richtig erwacht. Luchia bekommt von Sara Seiras Perle und mit ihr auch die Aufgabe, diese zu beschützen und ihr zu lehren, was es bedeutet jemanden zu lieben. Mikeru speichert Seiras Energie in sich und immer, wenn die Luchia und die anderen einen Sieg über ihn erringen, fliegt eine Feder mit orangem Licht in Seiras Perle. Sie erscheint Luchia öfters als 'Geist', wenn diese gerade weint, einen Sieg über Mikeru errungen hat oder in Luchias Träumen. Es sollte genug von Seiras gestohlener Lebensenergie wieder zusammengefügt werden, so dass diese geboren werden kann. Nachdem dies erfolgt ist, verwandelt sie sich und alle sieben Meerjungfrauen singen zusammen mit Aqua Regina den Song 'Kibou no Kaneoto' Ihre zwei Charaktersongs sind Beautiful Wish und Birth of Love.
Kaito Domoto
Er ist Gaitos jüngerer Zwillingsbruder. Kaito ist ein sehr beliebter und "heißer" Typ. Nett ist er auch noch, dabei offen und lässig drauf. Er wurde vor ein paar Jahren von Luchia bei einem Schiffsunglück gerettet. Er verliebte sich in Luchia, aber als er in Hawaii war, hatte er einen Surfunfall und wurde von Mikeru gerettet. Leider vergaß er seine Vergangenheit und er wusste nicht mehr, wer die Meerjungfrauen waren. Luchia, Hanon und Lina versuchen die Erinnerung wiederherzustellen. Das ist auch sehr erfolgreich. Am Ende ist er dann mit Luchia zusammen.
Hippo
Dieser Pinguin hatte viele verschiedene Verwandlungen. Bei der ersten  verwandelte er sich in einen Mensch. Dabei  verliebte er sich in das Seemonster Yuri und sie wurden ein Paar. Die zweite Verwandlung war in war das berühmte "Hippocampus". Das sieht aus wie ein riesiges Seepferdchen mit einem Horn auf dem Kopf. Er hatte da nur noch einen Zauberstab. Hippo ist ein nervtötender Pinguin und ein Alleswisser. Er sagt den Meerjungfrauenprinzessinen immer das, was sie tun müssen. Aber eigentlich ist Hippo ein netter und gutherziger Typ.
Gaito (楽斗 / ガクト)
Er ist der Anführer der See-Monster und hat das Ziel die Unterwasserwelt zu übernehmen. Dargestellt als fortwährender Weintrinker in schwarzer Kleidung besitzt er viel Ähnlichkeit zu Kaito. Er wurde im dunkelsten und furchterregendsten Abschnitt der Meere von Aquamarine eingesperrt, weil er als gefährlich vermutet wurde. Da er alleine war, erschuf er 6 Frauen, um ihm zu helfen die Welt zu regieren. Sie wurden alle aus Fischen zu einer Frau mit mystischen Kräften gemacht. Eril sieht aus wie eine Puppe und kann sich sehr gut verkleiden. Yuuri spielt Klavier, um den Meerjungfrauen Kopfschmerzen zu bereiten. Izul kann mit ihrer Macht Wasserdrachen herbeizaubern. Maria ist die Eisprinzessin, die mit Eis die Gegner einfriert. Die Black-Beauty-Schwestern, Mimi und Sheshe singen, um den Meerjungfrauen Kopfschmerzen zu bereiten. Außerdem haben die beiden noch viele andere Kräfte, wie zum Beispiel die Meerjungfrauprinzessinnen in einer Lichtkugel gefangen zu halten oder ähnliches. Im Anime tritt er unter dem Namen Gaito (ガイト) auf.

## Veröffentlichungen
Mermaid Melody Pichi Pichi Pitch erschien in Japan von 2002 bis 2005 in Einzelkapiteln im Manga-Magazin Nakayoshi des Kodansha-Verlags. Diese Einzelkapitel wurden auch in sieben Sammelbänden zusammengefasst. Auf Deutsch ist die Serie von Juni 2005 bis Februar 2006 beim Heyne Verlag komplett erschienen. Sie gehörte zu den drei Serien, mit denen der Verlag erstmals im Manga-Segment in Erscheinung trat. Del Rey brachte eine englische, Kurokawa eine französische Übersetzung heraus.
Seit August 2021 erscheint im gleichen Magazin die Fortsetzung Mermaid Melody Pichi Pichi Pitch aqua, ebenfalls von Pink Hanamori. Kodansha brachte dazu bisher auch vier Sammelbände heraus. Eine englische Fassung erscheint beim amerikanischen Ableger von Kodansha, eine Spanische bei Arechi Manga.

## Anime-Serie
Der Manga wurde von den Studios Actas und Synergy Japan als Anime-Serie Mermaid Melody: Pichi Pichi Pitch mit zwei Staffeln und insgesamt 91 Folgen umgesetzt. Regie führte Yoshitaka Fujimoto und das Charakterdesign entwarf Kazuaki Makida. Das Drehbuch stammt von Michiko Yokote. Die künstlerische Leitung lag bei Kazusuke Yoshihara, für die Kameraführung war Kenji Hirochi verantwortlich und die Tonregie lag bei Katsunori Shimizu.
Beim japanischen Fernsehsender TV Aichi wurde die Serie vom 5. April 2003 bis zum 25. Dezember 2004 ausgestrahlt. Die zweite Staffel trug den Titel Mermaid Melody: Pichi Pichi Pitch Pure. Der Anime wurde ins Englische, Koreanische, Französische, Spanische, Portugiesische, Griechische, Italienische, Tagalog und ins Chinesische übersetzt.

### Synchronsprecher
| Rolle         | Japanische Stimme |
| ------------- | ----------------- |
| Luchia Nanami | Asumi Nakata      |
| Kaito Domoto  | Daisuke Kishio    |
| Hanon Hōshō   | Hitomi Terakado   |
| Rina Toin     | Mayumi Asano      |
| Seira         | Eri Kitamura      |
| Karen         | Ema Kogure        |

### Musik
Die Musik der Serie komponierte Masaki Tsurugi. Für die Vorspanne der Serie verwendete man die Lieder
- Taiyō no Rakuen ~Promised Land~ von Miyuki Kanbe
- Rainbow Notes von Miyuki Kanbe
- Before The Moment von Eri Kitamura

Die Abspanne wurden unterlegt mit folgenden Titeln:
- Daiji na Takarabako von Asumi Nakata
- Sekai de Ichiban Hayaku Asa ga Kuru Basho von Asumi Nakata, Hitomi Terakado und Mayumi Asano
- Ai no Ondo von Asumi Nakata, Hitomi Terakado und Mayumi Asano

Zusätzlich wurden folgende Lieder während einzelner Folgen eingespielt:
- Ankoku no Tsubasa (暗黒の翼) von Sanae Kobayashi
- Ashita ga Mienakute (明日が見えなくて) von Ryoko Shintani
- Aurora no Kaze ni Notte (オーロラの風に乗って) von Ema Kogure
- Beautiful Wish von Eri Kitamura
- Birth of Love von Eri Kitamura
- Ever Blue von Hitomi Terakado
- Hana to Chou no Serenade (花と蝶のセレナーデ) von Megumi Kojima
- Kibō no Kaneoto ~Love goes on~ (希望の鐘音 〜Love goes on〜) von Asumi Nakata, Hitomi Terakado, Mayumi Asano, Ema Kogure, Satomi Arai, Ryoko Nagata und Eri Kitamura
- Kizuna von Asumi Nakata, Hitomi Terakado und Mayumi Asano
- Kodō ~Perfect Harmony~ von Asumi Nakata, Hitomi Terakado, Mayumi Asano, Ema Kogure, Satomi Arai, Ryoko Nagata und Kana Ueda
- Koi wa Nandarō (恋はなんだろう) von Asumi Nakata
- Kuro no Kyōsōkyoku ~concerto~ (黒の協奏曲 ～concerto～) von Miki Tsuchiya und Noriko Shitaya
- Legend of Mermaid von Asumi Nakata, Hitomi Terakado und Mayumi Asano
- Mizuiro no Senritsu (水色の旋律) von Hitomi Terakado
- Mother Symphony von Asumi Nakata, Hitomi Terakado und Mayumi Asano
- Nanatsu no Umi no Monogatari ~Pearls of Mermaid~ (七つの海の物語 ～Pearls of Mermaid～) von Asumi Nakata, Hitomi Terakado und Mayumi Asano
- Oh Yeah! Alala von Masayo Kurata
- Piece of Love von Mayumi Asano
- Return to the Sea von Kana Ueda
- Splash Dream von Asumi Nakata
- Star Jewel von Mayumi Asano
- Star MeroMero Heart (Star☆メロメロ Heart) von Masayo Kurata
- Super Love Songs! von Asumi Nakata, Hitomi Terakado und Mayumi Asano
- Tsubasa wo Daite (翼を抱いて) von Junko Minagawa
- Yami no Baroque (闇のBAROQUE -バロック-) von Miki Tsuchiya und Noriko Shitaya
- Yume no Sono Saki e (夢のその先へ) von Asumi Nakata, Hitomi Terakado und Mayumi Asano

## Videospiele
In Japan erschienen drei von Konami entwickelte Videospiele zur Serie für die Konsole Game Boy Advance. Im Oktober 2003 erschien zunächst Mermaid Melody Pichi Pichi Pitch, im Dezember folgte Mermaid Melody Pichi Pichi Pitch Pichi Pichi Party und März 2004 dann Mermaid Melody Pichi Pichi Pitch Pichi Pichitto Live Start!

## Rezeption
Leia Weathington gibt dem Manga nur einen von vier Sternen, da die Geschichte unbegreiflich, konfus und kindisch sei, eher passend für Sieben- bis Zehnjährige als für die angegebene Zielgruppe. Die Zeichnungen wirkten entstellt und schmerzten beim Betrachten im Auge. Die deutsche Zeitschrift AnimaniA empfiehlt den Manga Fans von „superniedlichen Zeichnungen“ und einer romantischen Geschichte „mit viel Humor“. Die Story habe einige Lücken und richte sich eher an jüngere Leserinnen. Beim Anime sei besonders die musikalische Untermalung und die Lieder gelungen und es werde ein „fesselndes Magical Girl-Abenteuer“ geboten.
Laut der Anime Encyclopedia ist die Komik der Animeserie teils vorhersehbar, doch der Pathos anderer Meerjungfrau-Geschichten sei auch in dieser zu finden: Ein junges Mädchen kann mit ihrem Gesang die Welt retten oder opfert sich für ihre Liebe.